# Teoria das cordas heteróticas
Em física teórica, a teoria das cordas heteróticas ou Supercordas heteróticas, é um termo unificado que inclui supercordas do tipo heterótica SO(32) e heterótica E8×E8, ,  respectivamentente, conhecidas como "Heteróticas O e E". Supercorda heterótica é uma mistura especial ou híbrida da corda bosonice Supercorda.  As cordas heteróticas O e E representam duas das cinco teorias das cordas consistentes em 10 dimensões. Ambas as teorias envolvem cordas fechadas cujas vibrações à direita assemelham-se à das Cordas Tipo II (A e B) e cujas vibrações à esquerda envolvem as das Cordas Bosônicas. As supercordas heteróticas O e E diferem sutilmente uma da outra, mas de forma importante.
A supercorda heterótica-O é uma teoria de cordas fechada com campos de folha de universo movendo em uma direção na Folha de universo que têm uma supersimetria e campos se movendo na direção oposta que não têm a supersimetria. O resultado é uma supersimetria {\displaystyle N=1} em 10 dimensões. Os campos não-supersimétricis contribuem bósons vetoriais sem massa ao espectro que por cancelamento de anomalias são obrigados a ter um calibre SO (32) de simetria. A supercorda heterótica-E (chamada também de E8×E8), também envolve cordas fechadas, exceto que o grupo de calibre é o E8×E8, que é o único outro grupo de calibre permitido pelo cancelamento de anomalias.

## 496
O número 496 é um número muito importante na teoria das supercordas por que a sua descoberta começou a primeira revolução das supercordas. Em 1984, Michael Green e John H. Schwarz percebeu que uma das condições necessárias para a teoria das supercordas fazer sentido era que a dimensão do grupo de calibre da teoria das cordas tipo I deve ser 496. O grupo é, portanto, SO (32). Percebeu-se, em 1985, que a cadeia heterótica pode admitir outro possível grupo de calibre, ou seja, E8×E8.

## História
Para resolver o problema da anomalia da conservação da carga o chamado “O quarteto de cordas Princeton"” desenvolveu a teoria das cordas heteróticas
O problema aparece por que como uma corda com propriedades de rotação para a esquerda e direita tal como fixa. Uma polarização, tal como a luz tem polarização, polarização para a esquerda e para a direita tal como fixa, que tem a ver com o campo eléctrico. Uma polarização para a esquerda, outra para a direito como uma Simetria.  Com o desenvolvimento das cordas heteróticas o problema da anomalia, da conservação da carga, ao descobrir o número 496 de carga, pois só ao atingir esse valor ocorre uma conservação de carga fixa e se evita a Anomalia. Inserindo 496 cargas na supercorda descobre-se que sempre se conserva a carga.

### Heterótica SO(32)
A matemática de grupo está exatamente associada com a ideia de rotações, e quando se tem algo como 496 que funciona para um conjunto particular de rotações, 496 é número de rotações possíveis em 32 direções. Isto  ficou conhecido como Corda SO(32). Para o SO(32), considerando as duas variedades aberto e fechado, as cargas só podem ser colocadas nas pontas da variedade aberta. Surgiu então o problema da distribuição de carga na supercorda. O problema,  por exemplo, dos filamentos abertos que nunca têm oscilações que correspondem às propriedades da gravidade, então, para descrever uma teoria com gravidade e também cargas foi necessário ter uma corda que combine variedades abertas e fechadas. O problema pode ser resolvido usando formas de rotação relacinadas ao objeto matemático E8

### Heterótica E8×E8
Há outra forma de obter o mesmo número 496. Esse outro meio tem a ver com as possíveis formas de rotação mas há uma possibilidade que é extremamente excepcional, é o conjunto de rotação chamado E8 (Excepcional 8). Rotações são descritas por ângulos, ângulos de rotação. Se há 496 rotações há 496 ângulos Acontece que o objeto matemático E8 tem exatamente 248 rotações e ângulos 248 associados. Sendo 248+248=496 só metade tinha sido formulado até sse momento, então pode-se chegar ao valor 496 com dois E8s (E8×E8) que funciona como uma polarização, de um lado um E8 do lado esquerdo a funcionar com uma Super corda  (Spin + Supersimetria) e um E8 do lado direito associado ao antiga teoria das cordas bosônicas com o problema do táquion {{nota de rodapé|Esta síntese E<sub>8</sub>×E<sub>8</sub> funciona porque o problema do Tachyon é banido pela parte Supersimétrica do lado esquerdo que se livra do Tachyon, e por outro lado a parte direita é como uma corda aberta e essa síntese permite distribuir a carga por todo o filamento da corda}}.
Makoto Sakamoto e Warren Siegel desenvolveram a matemática que permite unir as duas partes, por exemplo o chamado Chiral Bosons um objeto matemático que descreve algo que rodopia.  Portanto o SO(32) funciona como uma polarização fixa e o E8xE8 como a polarização para a esquerda e direita. Quando as duas partes polarizadas E8 se cancelam simultaneamente é o equivalente ao SO(32) ou polarização fixa. Isto quer dizer que S0(32) contém ambas as polarizações  E8xE8 escondidas (ou codificadas) dentro dela.
A super corda heterótica é uma mistura especial ou híbrida da corda bosônica e supercorda. A parte esquerda e a parte direita, as diferentes rotações, quase não comunicam uma com a outra, e é possível construir uma corda em que as excitações da parte esquerda “pensam” que vivem numa corda bosônica propagando em 26 dimensões, enquanto a parte esquerda pensa que pertence a uma Supercorda de 10 Dimensões.
Contudo na expressão matemática desenvolvida pelo “quarteto de cordas Princeton ” não existem sinais de tal descrição. Numa das expressões matemáticas têm um conjunto de 16 objetos bosônicos, que correspondem á diferença de 10 para 26 dimensões, e depois inserem 480 Solitons (16+480=496), e por outro lado outra coisa que fizeram foi também adicionar 32 expressões Fermionicas e os 464 Solitons associados a elas (32+464=496), expressando sempre o número 496 necessário para ter a conservação da carga e a ausência da anomalia. Novamente uma simetria ou Supersimetria, dum lado Bosons do outro Fermions, com a possibilidade de trocar Bosons por Fermions simetricamente.

## 5 tipos de teorias
Em termos da teoria de perturbação de acoplamento fraco parece haver apenas cinco consistentes teorias das supercordas  conhecidas como: Tipo I SO(32), Tipo IIA, Tipo IIB e as tipo heteróticas O e E.
| Supercorda | Supercorda                | Supercorda | Supercorda |
| ---------- | ------------------------- | --- | ---------- |
| Tipo       | Dimensões do espaço-tempo | Detalhes - Supersimetria entre as forças e matéria                                                                                         | D Brane    |
| I          | 10                        | Ambas com cordas abertas e fechadas. Inexistência de taquiões. O grupo de simetria é SO(32).                                               | 1,5,9      |
| IIA        | 10                        | Apenas cordas fechadas vinculadas às D-branas. Inexistência de taquiões. Fermiões sem massa não são quirais.                               | 0,2,4,6,8  |
| IIB        | 10                        | Apenas cordas fechadas vinculadas a D-branas. Inexistência de taquiões. Fermiões sem massa quirais.                                        | -1,1,3,5,7 |
| HO         | 10                        | Apenas com cordas fechadas.Sem taquiões. Heterotico, i.e, os movimentos direitos e esquerdo da corda divergem. O grupo simétrico é SO(32). | Nenhum     |
| HE         | 10                        | Somente com cordas fechadas. Sem taquiões. Heterotico. Grupo de simetria E8xE8.                                                            | Nenhum     |